# 莘塔跨街楼
莘塔跨街楼位于苏州市吴江区的东北部与上海市和昆山市交界的莘塔社区河西街，北起里仁桥，南至老医院，临河面东，为苏州市文物保护单位。现为居民所住。相传三国东吴时，孙权的妃子葬在此地，而得名孙塔。清康熙年間，因该地文才出众而改名莘塔(“莘”叠字为“莘莘”，是众多的意思)。
莘塔老街跨街楼具有悠久的历史。据原莘塔镇志办公室考证．元末明初，浙江安吉凌氏宗族为避战乱，举家迁徙到莘塔西南的黎里镇，后在明憲宗成化年间又移居南莘塔，至清代，凌家五个分支中的第三分支敬萱公，在现莘塔老医院旧址上再次分立门户，当地人称之为“东墙门”和“西墙门”，其后代，分别为商贾和读书人。往后的年代里，商铺一直向北延伸，形成了老街跨街楼商业区。现存建筑的具体建造年代在清光绪初中期。中華民國二十七年(1938)，跨街楼南段予以重修。

## 里仁桥
老街跨街楼北侧的里仁桥为吴江文物控制单位，原名德庆桥，后改今名。“里仁”语出《论语·里仁》篇：“里仁为美。”该桥为梁式单孔，初建无考，清康熙四年(1665)、乾隆初年两度重建，现存之桥为中華民国十八年(1929)重修。
里仁桥的构制在吴汀全市现存的200余座古石桥中是比较平常的，但桥身两侧所镌刻的对联颇具特色，值得一读。其一是为： “春见一江芳草色；秋闻万户桔槔声。”联中的“桔槔”，也称“吊杆”，是一种原始的提水工具，在春秋时代已经应用。使用时，取一拱木支着在木柱上，一端用绳挂一水桶，另一端系上重物，使两端上下运动以汲取井水。关于桔槔的记载最早见于《庄子》，“桔槔”在联中指的是当地居民提桶来桥下担水的声音。细观此联，上下联分别运用、调动了视觉和听觉艺术：在春暖花开的时节，来到里仁桥上，举目而望，桥下碧水如玉，翠绿的柳条垂挂在水面，充盈双眼的是“一江劳草色”；在白露为霜的时节，来到里仁桥上，侧耳倾听，河两岸传来一片担水的声音，担水声中伴随着欢快的吴依软语。另一副为：“舟行南北千金获；人馌东西五谷登。”联中的“馌”指给在田里耕作的人送饭。